# PH
De pH is een maat voor de zuurgraad (ook wel zuurtegraad) van een waterige oplossing. De pH van een neutrale waterige oplossing ligt bij kamertemperatuur rond de 7. Zure oplossingen hebben een pH lager dan 7, en dus een hoge zuurgraad. Basische oplossingen hebben een pH hoger dan 7 en dus een lage zuurgraad.
Het concept pH werd in 1909 geïntroduceerd door Søren Sørensen als PH in zijn publicatie Enzymstudien II: Über die Messung und die Bedeutung der Wasserstoffionenkonzentration bei enzymatischen Prozessen, waarbij hij zich baseerde op eerder onderzoek door Svante Arrhenius. In 1924 herzag Sørensen, samen met Kaj Ulrik Linderstrøm-Lang, de definitie van de pH. Deze definitie, nu in termen van de protonenactiviteit in plaats van de molaire concentratie, is tot vandaag de dag onveranderd gebleven.
De exacte betekenis van de 'p' is niet bekend. Verklaringen lopen uiteen van potentia hydrogenii of pondus hydrogenii tot Potenz (Duits) of puissance (Frans) wat in alle talen "macht" met betrekking tot machtsverheffen betekent, want de pH-schaal is immers logaritmisch. Een andere verklaring luidt dat de aanduiding staat voor de concentratie in de testoplossing (Cp) en de referentieoplossing (Cq) met de tamelijk gebruikelijke combinatie p en q.
In de hedendaagse betekenis wordt 'p' geïnterpreteerd als een operator, waarbij {\displaystyle \mathrm {p} x=-\lg x}. Behalve bij pH komt de p-notatie ook voor bij evenwichtsconstanten (bijvoorbeeld pKa).

## Definitie
De pH is gedefinieerd als het tegengestelde van de logaritme met grondtal 10 van de relatieve activiteit van H+ in oplossing:
{\displaystyle \mathrm {pH} =-\lg a(\mathrm {H^{+}} )}
Hierbij moet H+ niet letterlijk verstaan worden als vrije hydronen, maar als de verzameling van entiteiten H+·nH2O zoals H3O+ (oxonium), H9O4+ en H13O6+. 
De activiteit {\displaystyle a} van hier het product van de (molale) activiteitscoëfficiënt {\displaystyle \gamma } en de molaliteit {\displaystyle m}, gedeeld door de standaardconcentratie ({\displaystyle m^{\ominus }} = 1 mol kg−1), zodat
{\displaystyle \mathrm {pH} =-\lg \left({\frac {\gamma _{\mathrm {H^{+}} }m_{\mathrm {H^{+}} }}{m^{\ominus }}}\right)}.
In de oorspronkelijke definitie van Sørensen (1909) werd niet de activiteit, maar de molaire concentratie gebruikt:
{\displaystyle \mathrm {pH} =-\lg[\mathrm {H^{+}} ]}
waarbij de eenheid van de concentratie mol/liter (molair) moet zijn. Algemener qua eenheden kan men schrijven: 
{\displaystyle \mathrm {pH} =-\lg \left({\frac {[\mathrm {H^{+}} ]}{1\ \mathrm {mol/L} }}\right)}
Bij erg verdunde concentraties is de activiteitscoëfficiënt {\displaystyle \gamma } ongeveer gelijk aan 1, en is de activiteit door de concentratie te benaderen. Hierdoor is deze eenvoudigere pH-definitie nog steeds benaderend geldig. Ze wordt dan ook vaak gebruikt in vereenvoudigde pH-berekeningen, bijvoorbeeld in een onderwijscontext.
In reële omstandigheden is de factor {\displaystyle \gamma } enkel bij benadering gelijk aan 1, en bij hoge concentraties kan de afwijking erg groot worden. Bij koud zeewater bijvoorbeeld spelen de factoren temperatuur en opgeloste zouten wel degelijk een belangrijke rol (en is {\displaystyle \gamma <1}): neutrale pH is niet gelijk aan 7. Als eerste correctie bij hogere concentraties kan men gebruik maken van de limietwet uit de debye-hückeltheorie om de activiteitscoëfficiënt te bepalen.  

## Het autoprotolyse-evenwicht en de pH-schaal
In water of in een waterige oplossing is een klein deel van de watermoleculen aanwezig in de vorm van ionen (autoprotolyse). Twee H2O-moleculen vormen dan een positief H3O+-ion en een negatief OH−-ion. Het oplosbaarheidsproduct van de beide ionen in water is 10−14 mol/l (bij 22 °C), dat wil zeggen dat voor elke waterige oplossing geldt dat het product van de concentratie aan OH− en de concentratie van H3O+ altijd gelijk is aan 10−14 mol/l. Uitgaande van zuiver water is zoveel water in ionen opgesplitst dat zowel de concentratie H3O+ als de concentratie van OH− gelijk is aan 1:10 000 000 (= 10−7) mol/l. De pH hiervan is volgens de formule dus: {\displaystyle -\log 10^{-7}=-(-7)\log 10=7}. Alle oplossingen met een pH van 7 worden neutrale oplossingen genoemd. Zo’n oplossing is niet zuur en ook niet basisch.
De pH-schaal is een logaritmische schaal die voor waterige oplossingen praktisch loopt van 0 tot 14. Een pH kleiner dan 7 betekent dat de oplossing zuur is, hoe lager hoe zuurder. Dus dat betekent dat hoe lager de pH is, hoe hoger de concentratie oxonium-ionen in de oplossing is. Een pH groter dan 7 wil zeggen dat de oplossing basisch is. Oftewel hoe hoger de pH hoe lager de concentratie oxonium-ionen en dus hoe hoger de concentratie hydroxide-ionen. Waarden beneden 0 en boven 14 zijn mogelijk en zulke oplossingen zijn over het algemeen zeer gevaarlijk: geconcentreerde zuren en geconcentreerde basen. Bij een pH die lager is dan −1 moet de [H3O+] groter zijn dan 10,1 mol/l.
Het logaritmische karakter van de schaal zorgt ervoor dat zelfs binnen de schaal van 0 – 14 zeer extreme waarden kunnen worden weergegeven: in een oplossing van pH 8 zitten al 100 keer zoveel OH−-ionen als H3O+-ionen en in maagzuur van pH 2 zitten 10.000.000.000 keer zoveel H3O+-ionen als OH−-ionen.

## pOH
Naast de pH-schaal bestaat ook de pOH-schaal. Waar de pH-schaal gerelateerd is aan de activiteit van H3O+-ionen, is de pOH-schaal gerelateerd aan de activiteit van OH−-ionen.
{\displaystyle \mathrm {pOH} =-\log \left[\mathrm {OH^{-}} \right]}
Uit het autoprotolyse-evenwicht van water volgt
{\displaystyle \mathrm {pOH} =14-\mathrm {pH} }
De tweede vergelijking geldt alleen bij een temperatuur van 298,15 K (25 °C). Naarmate de temperatuur toeneemt, neemt de som van pH en pOH af.

## pH-meting
De pH van een oplossing kan op verschillende manieren worden gemeten:
- Er zijn kleurstoffen (pH-indicatoren) die verkleuren door het opnemen of afstaan van H+-ionen. De verkleuring vindt dan plaats bij een bepaalde pH. Als men verschillende van zulke kleurstoffen inzet, kan men de pH ruwweg bepalen, in een oplossing of op een vloeipapiertje (pH-papier). Bekend is de verkleuring van lakmoes, maar in de keuken ook die van rodekool (rodekool kleurt blauw/groen in het basische afwaswater; aan recepten met rodekool wordt vaak wat zure appel, citroen en/of azijn toegevoegd om te voorkomen dat het verkleurt tijdens het koken). Welbekend is het lichter worden van thee na het toevoegen van citroensap.
- Er zijn elektrochemische reacties waarbij H+-ionen betrokken zijn en voor zulke reacties varieert de elektrodepotentiaal als functie van de pH. Men kan de pH meten met een pH-meter door de potentiaal van zo een elektrode onder gecontroleerde omstandigheden te meten.
- Door middel van een titratie met behulp van een sterke base (vaak natronloog) als men een zure oplossing onderzoekt, of een sterk zuur (vaak zoutzuur) bij een basische oplossing. Hierbij wordt de base bij het te onderzoeken zuur gedruppeld (of het zuur bij de te onderzoeken base), totdat er precies evenveel OH--ionen zijn toegevoegd als dat er H3O+-ionen aanwezig waren (resp. evenveel H3O+-ionen zijn toegevoegd als dat er OH--ionen waren). Om het juiste titratiepunt (het equivalentiepunt) zichtbaar te maken, wordt een pH-indicator gebruikt met het juiste omslagpunt (de pH-waarde waarbij de kleur van de indicator verandert). Deze methode is nauwkeuriger dan in de praktijk nodig is om de pH te meten en wordt zelden gebruikt voor een pH-meting omdat hij nogal bewerkelijk is.

## Van pH 14,0 tot pH 0,0
- pH 14: natronloog (1 mol/liter)

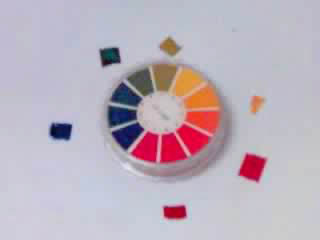
pH-indicatorpapier

- pH 13: natronloog of kaliloog (0,1 mol/liter)
- pH 12: ovenreiniger
- pH 11,5: huishoudammonia (verdunde ammonia)
- pH 10,5: zeepsop
- pH 9,5: bleekwater
- pH 8,5: zeewater, darmsap (iets verhoogde pH door gal)
- pH 7,5: eieren
- pH 7,4: menselijk bloed
- pH 7: zuiver, gedestilleerd water (neutraal)
- pH 6,7: melk
- pH 6,5: speeksel
- pH 6: natuurlijke regen, urine
- pH 5,5: huid
- pH 5: licht zure regen
- pH 4,5: tomaten, druiven, yoghurt (3,7 - 4,5)
- pH 4: zure regen, tomatensap, bier
- pH 3: azijnzuur, wijn, zuurkool
- pH 2,8: cola
- pH 2: maagzuur, citroenzuur
- pH 1: zoutzuur, zwavelzuur (accuzuur)
- pH 0: zoutzuur (1 mol/liter), zwavelzuur

Als het een geconcentreerd zuur betreft, kan de pH ook negatief uitkomen (bij een basische oplossing kan de pH ook boven de 14 uitkomen). Dit gebeurt als de H3O+-concentratie hoger is dan 1 mol/l, want bij pH = 0 is de concentratie H3O+ gelijk aan 1·100 = 1 mol/l. Bij onder andere geconcentreerd zwavelzuur (18 mol/l) is dit het geval. Hiervan is de pH circa −1,26. Door de hoge H3O+-concentraties zal de activiteit van de oxonium-ionen sterk dalen wegens hinder en andere effecten. Dit heeft voornamelijk te maken met de hoge ionensterkte die zo een oplossing heeft. Bij concentraties onder de 0,1 molair kan men deze activiteitsvermindering echter verwaarlozen en zijn de pH-formules nauwkeuriger.

## Buffers
Een oplossing die de H3O+-concentratie constant houdt, zelfs al wordt er door een chemische reactie H+ geproduceerd of verbruikt, heet een buffer. Een buffer kan worden gemaakt door een zwak zuur en zijn bijbehorende zwakke base samen in een waterige oplossing te brengen. Als er in zo'n gebufferde oplossing door een reactie H+ wordt geproduceerd, kan dit door de aanwezige zwakke base worden opgenomen, waarbij de pH dan nauwelijks verandert. Andersom kan, als er H+ uit de oplossing wordt verbruikt, nieuw H+ worden vrijgemaakt door het aanwezige zwakke zuur.
Elke combinatie van een zwak zuur met de bijbehorende zwakke base heeft een eigen ideale pH-waarde waarbij de buffer optimaal functioneert (dwz een substantiële hoeveelheid H+-ionen kan opnemen of vrijmaken zonder noemenswaardige verandering van de pH). De zogenaamde buffercapaciteit geeft aan hoeveel toevoeging of verbruik van H+-ionen de buffer kan opvangen; de buffercapaciteit hangt af van de concentratie van de bufferstoffen in de oplossing.
Als bufferstoffen kunnen bijvoorbeeld worden gebruikt azijnzuur, citroenzuur, natriumdiwaterstoffosfaat (NaH2PO4) en natriummonowaterstoffosfaat (Na2HPO4).

## Rekenvoorbeeld
Wat is de pH-waarde van een oplossing met een H3O+-concentratie van 6,5·10−4 mol/l ?
De concentratie is een getal tussen 10−4 en 10−3. Daarmee is een schatting te maken van de pH: die zal tussen de 3 en 4 liggen.
Een precieze berekening laat zien:
{\displaystyle \mathrm {pH} =-\log \left(6,\!5\cdot 10^{-4}\right)=3,\!19} zie Significant cijfer voor uitleg over het aantal decimale cijfers.

## De pH van grote concentraties
Bij grote concentraties aan een opgelost zuur of base (bijvoorbeeld 12 mol/L) is die oplossing nog moeilijk als verdund te beschouwen. Op dat moment kan men het zuur of base zelf als oplosmiddel beschouwen en water als opgeloste stof. Bij dergelijke oplossing gaat de berekening met [H3O+] niet op en wordt gebruik gemaakt van de Hammett-zuurfunctie om de zuurgraad te berekenen. Deze functie is ook toepasbaar op oplossingen van superzuren en superbasen.

## Trivia

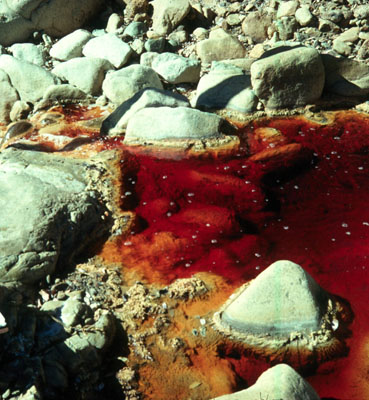
Extreem zuur water in de Iron Mountain Mine in de VS.

- Bij zuur-basereacties wordt een H+-ion (proton) uitgewisseld. Daarom wordt in de uitleg gesproken over de vorming of verbruik van H+-ionen. Komt een H+-ion echter in een waterig milieu terecht, dan raakt het gebonden aan een watermolecuul en ontstaat het oxonium-ion H3O+. De door het zuur geproduceerde H+-ionen bevinden zich dus als H3O+-ionen in de oplossing, vandaar dat bij de berekening van de pH de concentratie van H3O+ wordt gebruikt. Op Nederlandse havoscholen gebruikt men deze verfijning niet en rekent men met het H+-ion in plaats van het H3O+-ion. De definitie van pH wordt dan {\displaystyle \mathrm {pH} =-\log \left[\mathrm {H^{+}} \right]}.
- De aanduiding pH-neutraal op cosmetische producten betekent iets anders dan een pH van 7.[bron?] Het geeft aan dat het product een pH heeft die overeenkomt met de natuurlijke pH van de huid. De natuurlijk pH van de huid is ongeveer 5,5. De meeste cosmetische producten zijn dan ook licht zuur (de reclameterm is: "pH-huidneutraal").
- Bij een te hoge of lage pH van de bodem waarin ze groeien worden veel voedingsstoffen moeilijk opneembaar voor planten. Gebreksverschijnselen zoals chlorose zijn in de praktijk vaker te wijten aan een ongunstige bodem-pH dan aan een effectief tekort in de bodem.[bron?]
- Het water in de Iron Mountain Mine nabij Redding in Noord-Californië is het zuurste water dat in de natuur wordt aangetroffen. In watermonsters die geologen daar in 1990 en 1991 hebben genomen, is een (negatieve) pH-waarde van −3,6 gemeten.[10]
- Het begrip zuurgraad (of zuurtegraad) leidt gemakkelijk tot verwarring, zeker als het wordt omschreven als "de mate van zuurte/zuurheid". Gevoelsmatig zou een grotere mate van zuurte moeten leiden tot een hogere getalswaarde van de zuurgraad. Bij de pH-waarde is dat echter juist omgekeerd. De begrippen zuurgraad en zuurtegraad worden daarom vaak vermeden.